# 포가

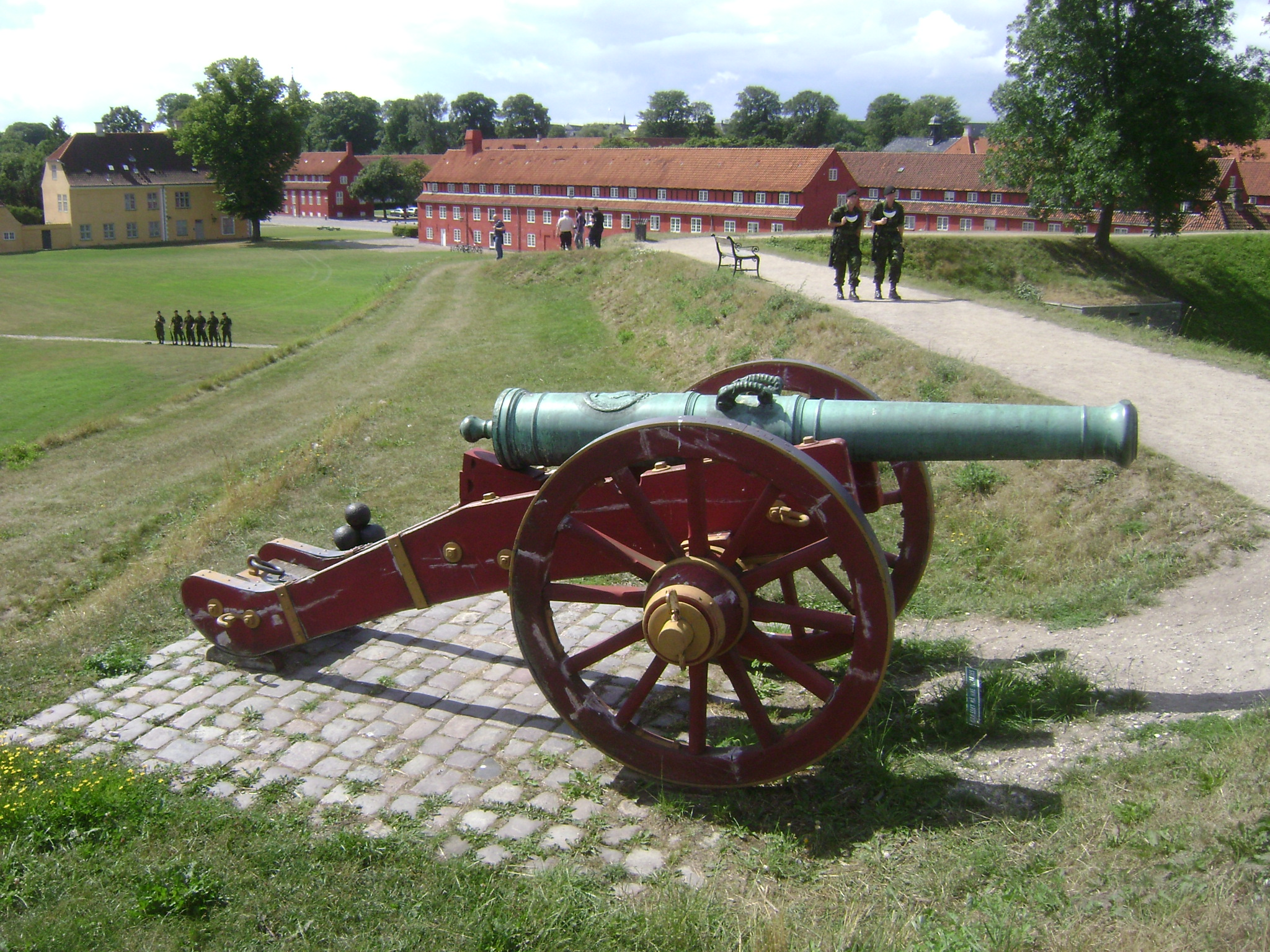
포가에 올려진 18세기 덴마크 캐넌포.

포가(砲架, weapon mount)는 대포를 기동, 발포할 수 있도록 그 포신을 탑재하는 틀이다.